# Hippodamia tredecimpunctata
Hippodamia tredecimpunctata је инсект из реда тврдокрилаца (Coleoptera) и породице бубамара (Coccinellidae).

## Опис
Овално, издужено тело је дуго 5–7 mm. Глава је црна, са светлим троуглом напред по средини. Пронотум је најшири у средини, предња ивица је равна. Средишњи део му је црн, бокови исте боје као покрилца. Покрилца су црвена или наранџаста, са тринаест црних пега.

## Распрострањење и станиште
Врста је распрострањена по готово целој северној хемисфери. Има је у целој Европи изузев Иберијског полуострва, медитеранских острва и Норвешке. Налази у Србији су прилично малобројни, углавном из равничарских крајева. Ова бубамара живи на влажним стаништима: влажним ливадама, поред језера, на плавним површинама и у мочварама. Најчешћи домаћини су биљке из родова Carex, Sparganium, Phragmites и Salix.